# Raisa
Raisa este un film românesc din 2015 regizat de Pavel Cuzuioc. Rolurile principale au fost interpretate de actorii Cristina Flutur, Maria Sagaidac.

## Distribuție
Distribuția filmului este alcătuită din:
- Cristina Flutur — Raisa Poiană
- Maria Sagaidac — Eleonora Nichifor